# Gouvernement Damaskus
Damaskus (arabisch محافظة دمشق, DMG Muḥāfaẓat Dimašq) ist eines der 14 syrischen Gouvernements. Auf einer Fläche von 105 km² belief sich die Einwohnerzahl beim Zensus 2004 auf 1.552.161 Personen, einer Schätzung für 2011 zufolge auf 1.754.000 Personen.
Das Gouvernement Damaskus ist vollständig vom Gouvernement Rif Dimaschq umgeben.

## Gliederung
Das Gouvernement besteht aus nur einem gleichnamigen Distrikt (Mintaqat Dimaschq), der wiederum nur aus einer Nahiya besteht (Nahiyat Markaz Dimaschq). Diese ist untergliedert in die Stadt Damaskus und al-Yarmuk.